# Popillia strumifera
Popillia strumifera är en skalbaggsart som beskrevs av Lin 1981. Popillia strumifera ingår i släktet Popillia och familjen Rutelidae. Inga underarter finns listade i Catalogue of Life.